# Anne Home

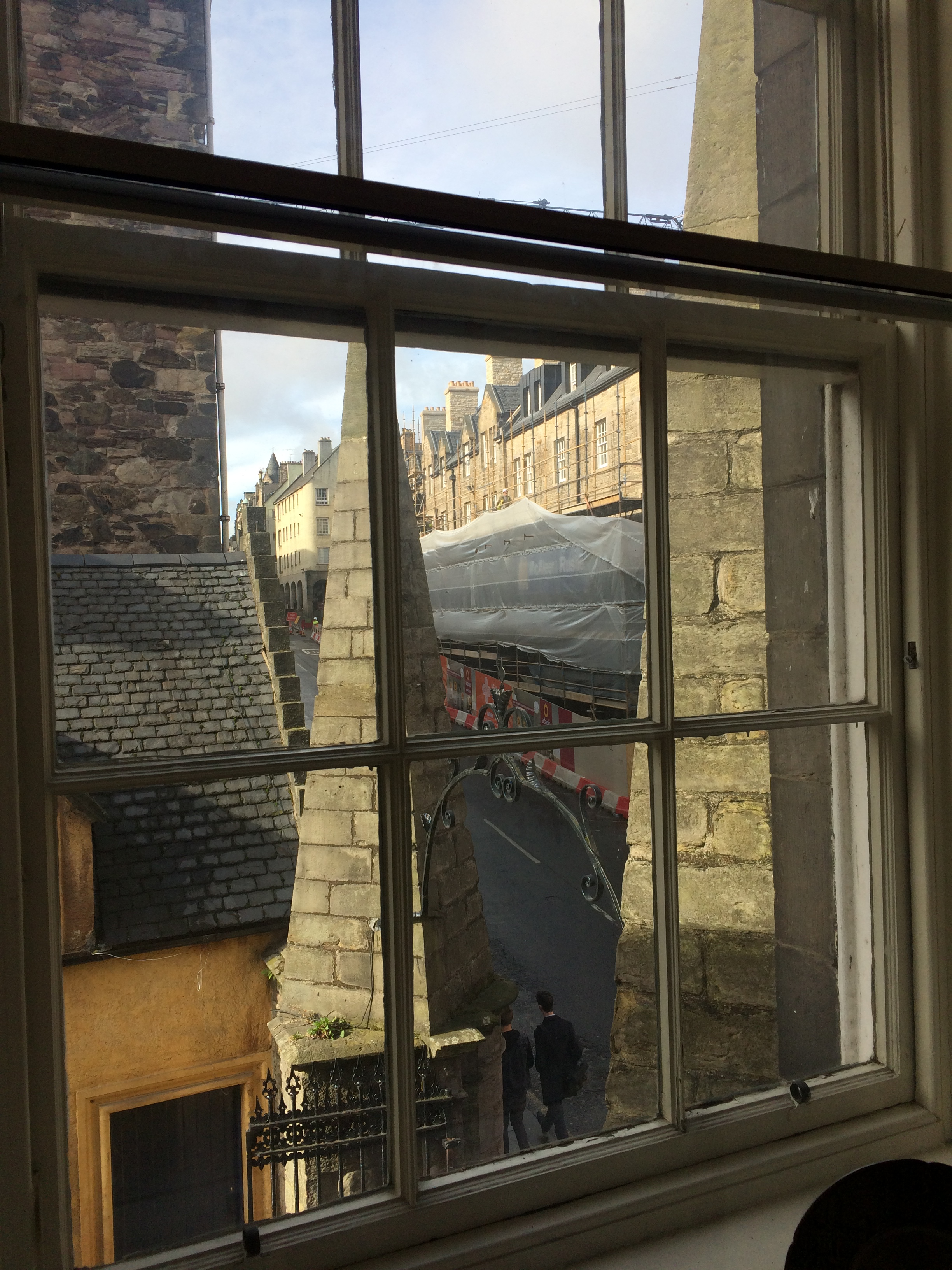
Anne Home grandit à Moray House à Édimbourg.

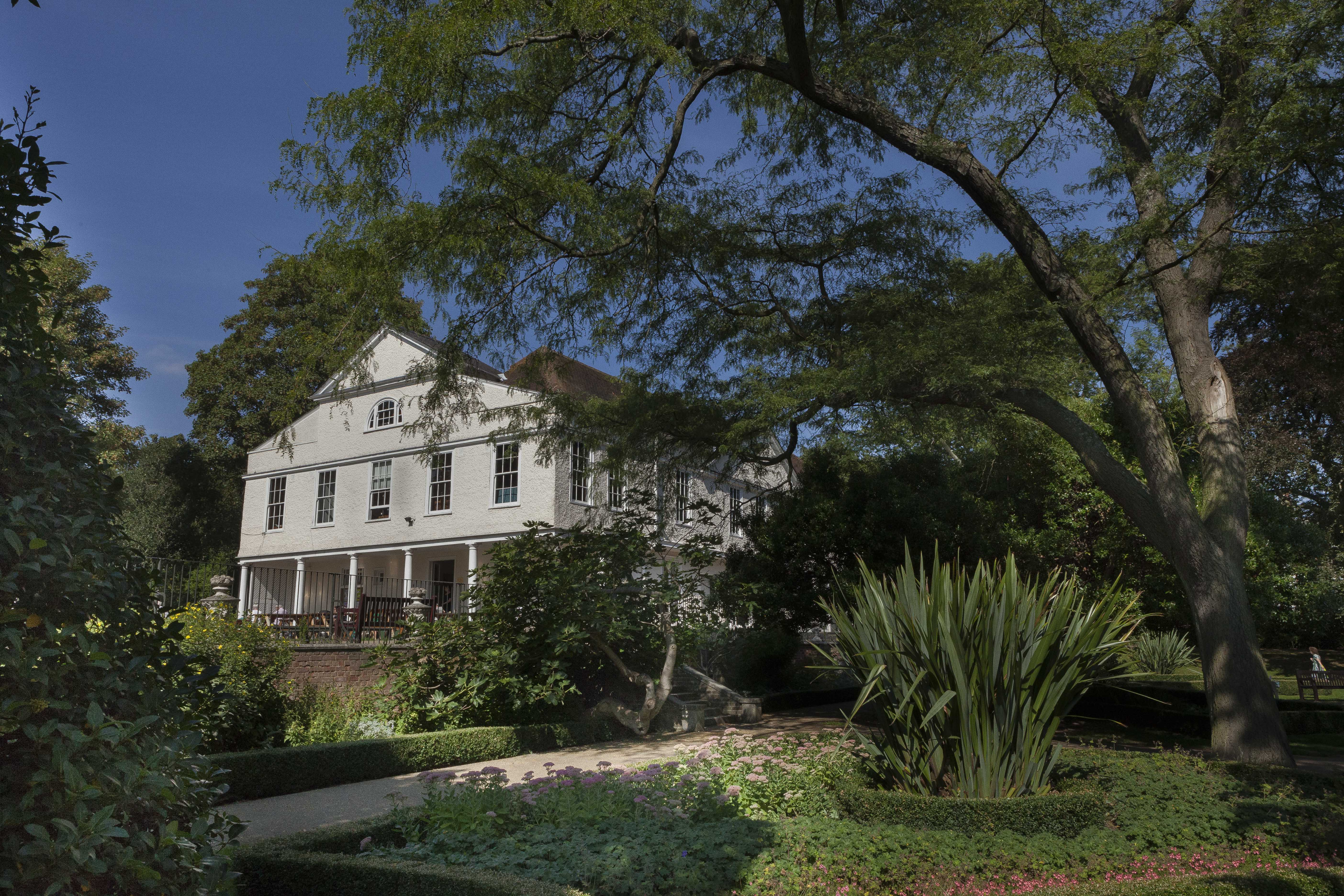
Anne Maitland hérite de sa mère Lauderdale House.

Pour les articles homonymes, voir Maitland et Home.
Anne Home, comtesse de Lauderdale, Anne Maitland, née en 1612 et morte à Paris en 1671, est une aristocrate écossaise.

## Premières années
Anne Home est la fille de Mary (Dudley) Sutton, comtesse de Home (en), et d'Alexander Home (1er comte de Home) (en).
À sa naissance en 1612, Anne de Danemark envoie des instructions au chambellan de ses domaines de Dunfermline, Henry Wardlaw de Pitreavie (en), pour distribuer 500 pièces en argent lors du baptême, et Anna Hay, comtesse de Winton (en) est mandatée pour la représenter.
Enfant, elle vit à Old Moray House à Édimbourg. Sa sœur aînée Margaret Home épouse James Stuart (4e comte de Moray).

## Lady Lauderdale
En 1632, Anne Home épouse John Maitland (1er duc de Lauderdale), fils de John Maitland (1er comte de Lauderdale) et d'Isabel Seton, fille d'Alexander Seton, 1er comte de Dunfermline et de Lilias Drummond,. Ils vivent à Lauderdale House. Parmi leurs enfants figure Mary Maitland (qui épouse John Hay (2e marquis de Tweeddale) en décembre 1666 à Highgate).
Anne Maitland hérite des biens et des meubles de sa mère à Londres, et vit à Londres en octobre 1648, hébergeant sa grand-mère Theodosia Harington. En 1648, pendant la guerre civile anglaise, son mari est déclaré délinquant par le Comité de Sequestre (en) et leurs biens et meubles à Londres sont confisqués et vendus. Les déclarations de la famille selon lesquelles les meubles appartenaient à leur fille Anne Maitland ou avaient été vendus à un marchand écossais de Londres, Robert English, sont ignorées. Selon Bulstrode Whitelocke, les officiers de Haberdasher's Hall qui sont venus récupérer les biens des Lauderdale se sont heurtés à une « rangée de mousquetaires ».
Dans les années 1660, Anne et son mari John Maitland, comte de Lauderdale, vivent à Londres dans Aldersgate Street et Lauderdale House, à Highgate, propriétés ayant appartenu à sa mère,. Vers la fin du XVIIIe siècle, les armoiries de Maitland et de Home sont découvertes à Highgate lors de réparations du bâtiment. Leur résidence principale en Écosse est le Château de Thirlestane.
En janvier 1662, Anne Maitland écrit à John Gilmour de Craigmillar pour lui demander son soutien dans un procès concernant la confiscation des biens d'un Quaker, John Swinton de Swinton. Elle signe cette lettre, « A. Lauderdaill ».
Le couple habite à Charing Cross en décembre 1668 et la correspondance du comte de Lauderdale mentionne les problèmes de santé de sa famille. Sa femme est « très troublée par un rhume », « très troublée par des rhumatismes », avec des gonflements et des douleurs au visage et à la gorge. Au même moment, leur petit-fils, Charles Hay, alors encore en bas âge, est atteint de la variole. Il note que sa nourrice a reçu un posset à base de corne de cerf et de fleurs de souci. Lauderdale est « profondément las » d’une maison remplie de médecins et d’apothicaires. Charles II l'emmène visiter le laboratoire de physique de Nicaise Le Febvre au palais Saint-Jacques. Leur deuxième petit-fils, John Hay, est baptisé le 21 janvier 1669. Lionel Tollemache, le mari de Lady Disart, Élizabeth Tollemache, décède et le comte de Lauderdale lui rend visite fréquemment en 1669. Cette relation, publique, met fin à celle du couple Maitland.
Peu de temps après avoir récupéré de sa maladie, Anne Maitland quitte son mari pour se rendre à Paris, sur les conseils du médecin du roi, Alexander Fraser, afin de pouvoir prendre les eaux de Bourbonne-les-Bains. Lauderdale lui envoie des fonds depuis son logement à la cour, au palais de Whitehall.

Anne Maitland écrit depuis Paris, s'inquiétant des problèmes de sa maison de Highgate, un bâtiment élisabéthain agrandi par sa mère, qu'elle appelle la « maison de papier ». Elle pense que la vaste bibliothèque de Lauderdale en a compromis la structure,,.
J'ai entendu dire que la maison de Hayghat est sur le point de s'effondrer, cette partie de celle-ci que ma mère a construite, j'ai toujours eu peur que le grand poids qui pesait sur la tête de la maison la fasse tomber sur ma tête et je crois que vous m'avez entendu dire que ce n'était qu'une maison en pierre et qu'elle ne pouvait supporter aucun grand poids. Je vous prierais de faire transporter vos livres dans quelques-unes des pièces ci-dessous, et de faire en sorte que des personnes compétentes puissent examiner la maison, afin qu'elle soit réparée à temps, sinon elle tombera en ruine cet hiver. Vous savez qu'elle ne m'appartient que pour ma durée de vie, et qu'elle passera ensuite à votre postérité, c'est pourquoi je ne doute pas que vous la répariez, et en particulier depuis que vos livres ont provoqué ces dégâts,. 
Anne Home, comtesse de Lauderdale meurt en décembre 1671 à Paris.

## Des bijoux contestés
Le mari d'Anne Home épouse en secondes noces Elizabeth Murray, une fille de William Murray, 1er comte de Dysart, en février 1672. Anne Home a légué ses bijoux à leur fille Mary, Lady Tweeddale. Les bijoux sont conservés par Anna Douglas, Lady Boghall, sa dame de compagnie à Paris, fille de la servante de sa mère, Katherine Mansfield, et épouse de John Hamilton de Boghall. Elle avait également envisagé de les confier à son cousin germain Frederick Schomberg, 1er duc de Schomberg, pour qu'ils soient conservés en toute sécurité. Son testament, rédigé à Paris, attesté par Frederick Schomberg et Mr Cloud, ministre de Sharington lègue ses bijoux à sa fille, Mary Maitland, Lady Yester. La validité du testament est contestée.
L'agent de Lauderdale à Paris, un certain M. Waus qui fait des achats pour la robe de mariée d’Elizabeth Tollemache, comtesse de Dysart, obtient les bijoux confiés à Anna Douglas, Lady Boghall, et Lauderdale les donne à sa nouvelle épouse. Le marquis de Tweeddale se plaint que le duc de Lauderdale a confisqué l'héritage de sa femme en 1672 pour en faire don à sa seconde épouse, Elizabeth Maitland, duchesse de Lauderdale. Les procès concernant les bijoux et l'héritage de Tweeddale se poursuivent pendant plusieurs années.